# Mérignac, Charente
Mérignac är en kommun i departementet Charente i regionen Nouvelle-Aquitaine i västra Frankrike. Kommunen ligger  i kantonen Jarnac som ligger i arrondissementet Cognac. År 2022 hade Mérignac 812 invånare.

## Befolkningsutveckling
Antalet invånare i kommunen Mérignac
Referens:INSEE